# Emiliano Veliaj
Emiliano Veliaj (Berat, 9 febbraio 1985) è un ex calciatore albanese, di ruolo centrocampista.

## Carriera

### Nazionale
Ha esordito con la Nazionale albanese nell'amichevole giocata il 28 marzo 2010 contro l'Andorra, terminata con una vittoria per 1 a 0, subentrando al minuto 88.

## Statistiche

### Presenze e reti nei club
Statistiche aggiornate al 6 aprile 2019.
| Stagione           | Squadra            | Campionato         | Campionato | Campionato | Coppe nazionali | Coppe nazionali | Coppe nazionali | Coppe continentali | Coppe continentali | Coppe continentali | Altre coppe | Altre coppe | Altre coppe | Totale | Totale |
| Stagione           | Squadra            | Comp               | Pres       | Reti       | Comp            | Pres            | Reti            | Comp               | Pres               | Reti               | Comp        | Pres        | Reti        | Pres   | Reti   |
| ------------------ | ------------------ | ------------------ | ---------- | ---------- | --------------- | --------------- | --------------- | ------------------ | ------------------ | ------------------ | ----------- | ----------- | ----------- | ------ | ------ |
| 2001-2002          | Tomori             | KS                 | 13         | 0          | CA              | 0               | 0               | -                  | -                  | -                  | -           | -           | -           | 13     | 0      |
| 2002-2003          | Tomori             | KP                 | 0          | 0          | CA              | 0               | 0               | -                  | -                  | -                  | -           | -           | -           | 0+     | 0+     |
| 2003-2004          | Tomori             | KP                 | 0          | 0          | CA              | 0               | 0               | -                  | -                  | -                  | -           | -           | -           | 0+     | 0+     |
| 2004-2005          | Tomori             | KP                 | 0          | 0          | CA              | 0               | 0               | -                  | -                  | -                  | -           | -           | -           | 0+     | 0+     |
| 2005-2006          | Besa Kavajë        | KS                 | 34         | 7          | CA              | 0               | 0               | -                  | -                  | -                  | -           | -           | -           | 34     | 7      |
| 2006-2007          | Besa Kavajë        | KS                 | 28         | 5          | CA              | 0               | 0               | -                  | -                  | -                  | -           | -           | -           | 28     | 5      |
| 2007-2008          | Besa Kavajë        | KS                 | 25         | 3          | CA              | 0               | 0               | CU                 | 4                  | 0                  | SA          | 1           | 1           | 30     | 4      |
| 2008-2009          | Besa Kavajë        | KS                 | 15         | 0          | CA              | 4               | 0               | Int                | 4                  | 0                  | -           | -           | -           | 23     | 0      |
| Totale Besa Kavajë | Totale Besa Kavajë | Totale Besa Kavajë | 102        | 15         |                 | 4               | 0               |                    | 8                  | 0                  |             | 1           | 1           | 115    | 16     |
| 2009-2010          | Laçi               | KS                 | 32         | 3          | CA              | 2               | 1               | -                  | -                  | -                  | -           | -           | -           | 34     | 4      |
| lug. 2010          | Laçi               | KS                 | 0          | 0          | CA              | 0               | 0               | UEL                | 2                  | 0                  | -           | -           | -           | 2      | 0      |
| 2010-2011          | Shkumbini          | KS                 | 30+1       | 2+0        | CA              | 2               | 0               | -                  | -                  | -                  | -           | -           | -           | 33     | 2      |
| 2011-2012          | Teuta              | KS                 | 19         | 2          | CA              | 4               | 0               | -                  | -                  | -                  | -           | -           | -           | 23     | 2      |
| 2012-2013          | Teuta              | KS                 | 21         | 0          | CA              | 6               | 2               | UEL                | 2                  | 0                  | -           | -           | -           | 29     | 2      |
| Totale Teuta       | Totale Teuta       | Totale Teuta       | 40         | 2          |                 | 10              | 2               |                    | 2                  | 0                  |             | -           | -           | 52     | 4      |
| 2013-2014          | Laçi               | KS                 | 31         | 3          | CA              | 4               | 1               | UEL                | 0                  | 0                  | SA          | 1           | 0           | 36     | 4      |
| 2014-2015          | Laçi               | KS                 | 32         | 3          | CA              | 6               | 1               | UEL                | 4                  | 0                  | -           | -           | -           | 42     | 4      |
| 2015-2016          | Laçi               | KS                 | 29         | 1          | CA              | 7               | 0               | UEL                | 2                  | 0                  | SA          | 1           | 0           | 39     | 1      |
| Totale Laçi        | Totale Laçi        | Totale Laçi        | 124        | 10         |                 | 19              | 3               |                    | 8                  | 0                  |             | 2           | 0           | 153    | 13     |
| 2016-gen. 2017     | Korabi             | KS                 | 13         | 0          | CA              | 2               | 0               | -                  | -                  | -                  | -           | -           | -           | 15     | 0      |
| gen.-giu. 2017     | Tomori             | KP                 | 10         | 0          | CA              | 0               | 0               | -                  | -                  | -                  | -           | -           | -           | 10     | 0      |
| Totale Tomori      | Totale Tomori      | Totale Tomori      | 23         | 0          |                 | 0               | 0               |                    | -                  | -                  |             | -           | -           | 23+    | 0+     |
| 2017-2018          | Korabi             | KP                 | 21         | 4          | CA              | 1               | 0               | -                  | -                  | -                  | -           | -           | -           | 22     | 4      |
| Totale Korabi      | Totale Korabi      | Totale Korabi      | 34         | 4          |                 | 3               | 0               |                    | -                  | -                  |             | -           | -           | 37     | 4      |
| 2018-gen. 2019     | Vora               | KP                 | 11         | 0          | CA              | 1               | 0               | -                  | -                  | -                  | -           | -           | -           | 12     | 0      |
| gen.-giu. 2019     | Burreli            | KP                 | 6          | 0          | CA              | 0               | 0               | -                  | -                  | -                  | -           | -           | -           | 6      | 0      |
| Totale carriera    | Totale carriera    | Totale carriera    | 370+1      | 36+0       |                 | 39              | 5               |                    | 18                 | 0                  |             | 3           | 1           | 431    | 42     |

### Cronologia presenze e reti in Nazionale
| Cronologia completa delle presenze e delle reti in nazionale ― Albania | Cronologia completa delle presenze e delle reti in nazionale ― Albania | Cronologia completa delle presenze e delle reti in nazionale ― Albania | Cronologia completa delle presenze e delle reti in nazionale ― Albania | Cronologia completa delle presenze e delle reti in nazionale ― Albania | Cronologia completa delle presenze e delle reti in nazionale ― Albania | Cronologia completa delle presenze e delle reti in nazionale ― Albania | Cronologia completa delle presenze e delle reti in nazionale ― Albania |
| Data                                                                   | Città                                                                  | In casa                                                                | Risultato                                                              | Ospiti                                                                 | Competizione                                                           | Reti                                                                   | Note                                                                   |
| ---------------------------------------------------------------------- | ---------------------------------------------------------------------- | ---------------------------------------------------------------------- | ---------------------------------------------------------------------- | ---------------------------------------------------------------------- | ---------------------------------------------------------------------- | ---------------------------------------------------------------------- | ---------------------------------------------------------------------- |
| 2-6-2010                                                               | Tirana                                                                 | Albania                                                                | 1 – 0                                                                  | Andorra                                                                | Amichevole                                                             | -                                                                      | 88’                                                                    |
| 27-5-2012                                                              | Istanbul                                                               | Albania                                                                | 1 – 0                                                                  | Iran                                                                   | Amichevole                                                             | -                                                                      | 92’                                                                    |
| Totale                                                                 |                                                                        | Presenze                                                               | 2                                                                      |                                                                        | Reti                                                                   | 0                                                                      |                                                                        |

## Palmarès

### Club

#### Competizioni nazionali
- Coppa d'Albania: 2

Besa Kavajë: 2006-2007
Laçi: 2014-2015
- Supercoppa d'Albania: 1

Laçi: 2015